# CA 산로렌소
클루브 아틀레티코 산로렌소 데 알마그로(스페인어: Club Atlético San Lorenzo de Almagro, CASLA)는 아르헨티나 부에노스 아이레스의 보에도(Boedo) 지구를 연고로 하는 축구 클럽이다. 1부리그 우승 15회 등 화려한 역사를 지니고 있으며 라싱 클루브, 리버 플레이트, 보카 주니어스, 인데펜디엔테와 함께 아르헨티나의 빅 파이브(스페인어: cinco grandes 씽코 그란데스[*]) 중 하나로 꼽힌다.
산로렌소는 보에도 지구의 서민층에서 큰 인기를 얻고 있으며 인근 지역의 우라칸과는 치열한 라이벌 관계를 형성하고 있다. 하지만 우라칸이 최근 몇 년간 2부 리그에 머물러 있는 동안 2007/08 시즌까지 이들의 더비 경기는 이루어지지 못했다.

## 역사
1900년대 부에노스아이레스의 알마그로 지역을 기반으로 하는 갱단은 다른 지역의 갱들을 초청해서 거리 축구(street football)를 벌이곤 했다. 그들은 Los Forzosos de Almagro desafían이라는 문구의 그래피티로 상대를 도발하곤 했다. 하지만 트램과 버스 노선이 알마그로까지 연장되면서 거리의 축구는 점점 위험해지기 시작했으며 교통사고가 종종 발생하곤 했다. 멕시코 가(Avenida México)의 성당 신부였던 로렌소 마사(Lorenzo Massa)는 그들을 성당 뒤뜰에서 경기할 수 있도록 배려해 주었고, 그의 지도 하에 1908년 4월 1일 축구팀이 공식적으로 만들어졌다. 산로렌소 데 알마그로(San Lorenzo de Almagro)라는 팀 이름은 마사 신부와 그 지역의 이름을 기리기 위한 것이다.

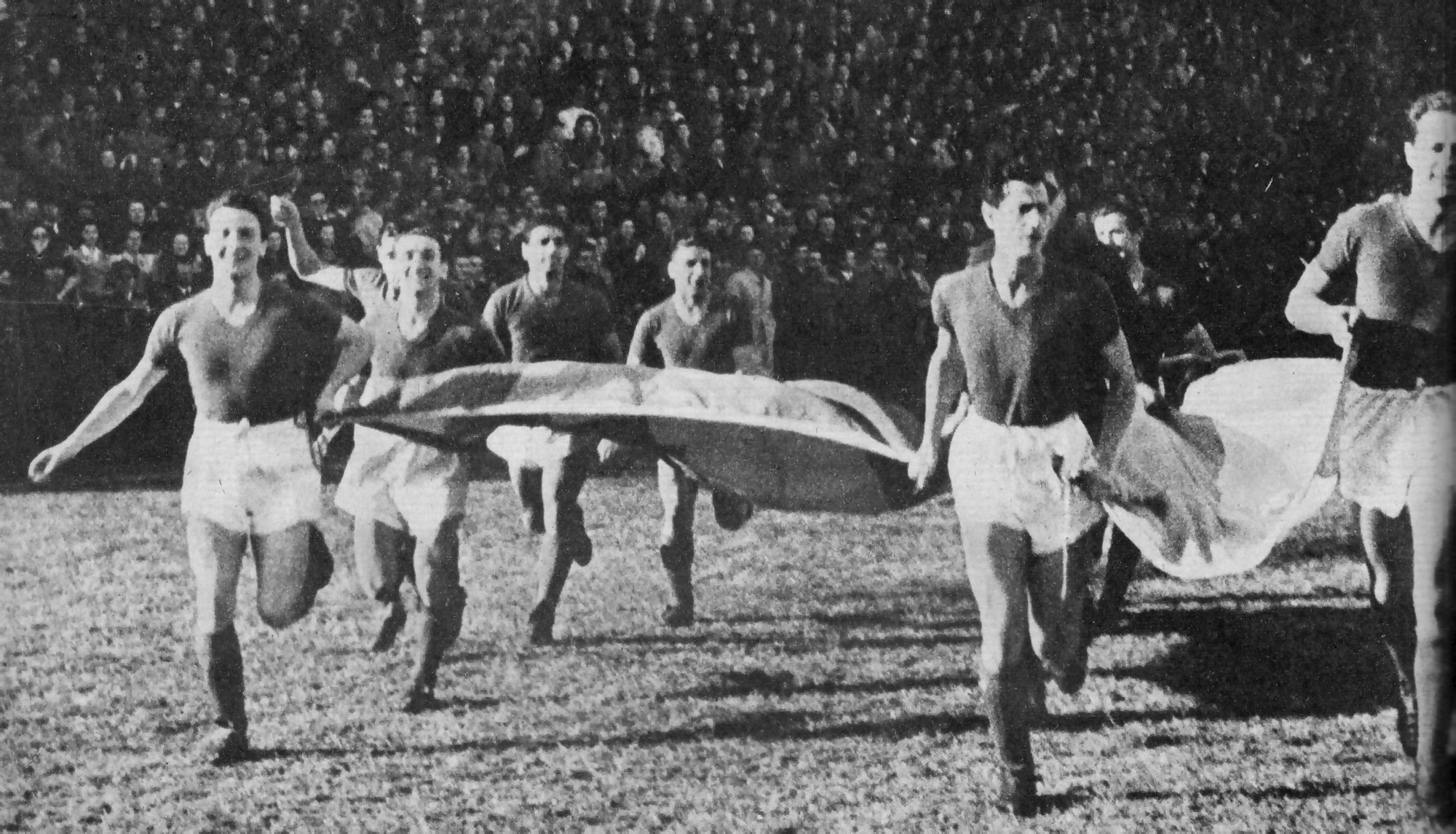
스페인과의 친선 경기 직전 산로렌소 선수들. (1947년 1월 16일)

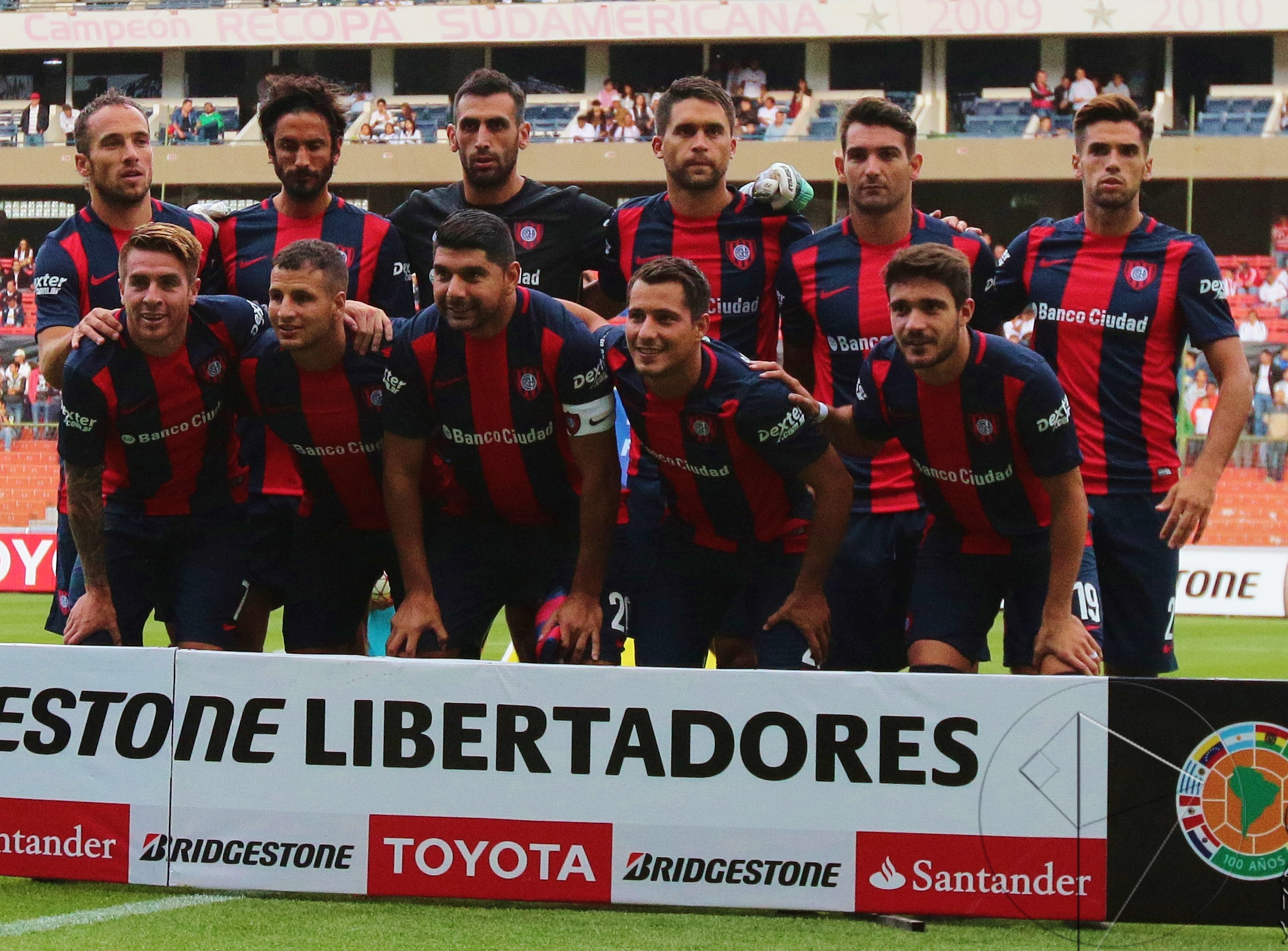

#### 1946년 우승과 유럽 투어
1946년 산로렌소는 리버 플레이트의 리그 지배체제를 종식시키고 우승을 차지했다. 시즌이 끝난 후 산로렌소는 유럽으로 투어를 떠났는데, 레알 마드리드에 패한 후 바르셀로나와 스페인, 포르투갈 대표팀들을 차례로 꺾었다. 당시 스페인 언론은 산로렌소에 "세계 최고의 팀"이라는 찬사를 보냈다. 레네 폰토니(René Pontoni)는 바르셀로나와 이적 계약을 체결했으나 아르헨티나를 떠날 수 없었고, 결국 바르셀로나가 영입한 선수가 바로 리버 플레이트의 알프레도 디 스테파노이다. 하지만 동료선수였던 레이날도 마르티노는 유럽에 남았고 유벤투스의 스타로 역사에 남게 된다.

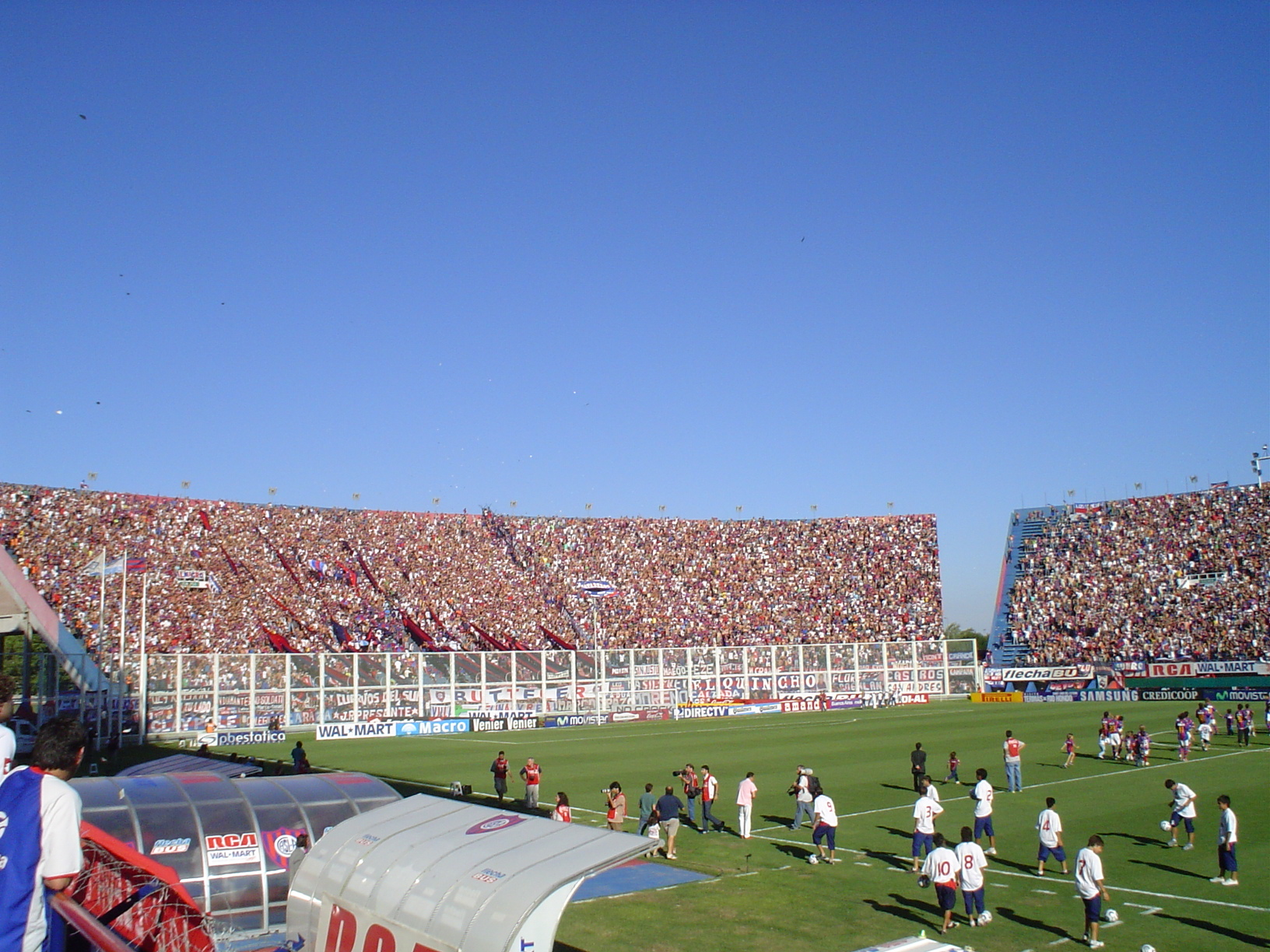
엘 누에보 가소메트로의 산로렌소 팬들

## 우승 기록

#### 아마추어: 4회
- 1914년 (승격)
- 1923년
- 1924년
- 1927년

#### 프리메라 디비시온: 10회
- 1933년 - 선수권(Campeonato)
- 1946년 - 선수권(Campeonato)
- 1959년 - 선수권(Campeonato)
- 1968년 - 메트로폴리타노(Metropolitano) * 무패 우승
- 1972년 - 메트로폴리타노(Metropolitano)
- 1972년 - 나시오날(Nacional) * 무패 우승
- 1974년 - 나시오날(Nacional)
- 1995년 - 클라우수라(Clausura)
- 2001년 - 클라우수라(Clausura)
- 2007년 - 클라우수라(Clausura)

##### 기타 우승컵
- 1982년 - 프리메라 B (2부리그)
- 1936년 - 부에노스아이레스 코파 데 오노르 (리그 2위 결정전)
- 1988년 - 리기야 프레리베르타도레스 (코파 리베르타도레스 진출팀 결정 리그)
- 1991년 - 리기야 프레리베르타도레스 (코파 리베르타도레스 진출팀 결정 리그)

#### 국제 대회
- 코파 메르코수르: 2001년
- 코파 수다메리카나: 2002년
- 코파 리베르타도레스: 2014년

## 선수 명단

### 현역
참고: FIFA 자격 규정에 따라 소속된 국가대표팀 국기를 표시합니다. 선수는 복수의 FIFA 비회원국 국적을 가지고 있을 수 있습니다.
| 번호 | 포지션 | 국적 | 이름 |
| ---- | ------ | ---- | ---- |

| 번호 | 포지션 | 국적 | 이름 |
| ---- | ------ | ---- | ---- |

## 역대 감독
| 감독               | 임기      |
| ------------------ | --------- |
| 이시드로 랑가라    | 1955      |
| 카를로스 빌라르도  | 1978~1979 |
| 보라 밀루티노비치  | 1987      |
| 알피오 바실레      | 1998      |
| 라몬 디아스        | 2007~2008 |
| 라몬 디아스        | 2010~2011 |
| 루벤 다리오 인수아 |           |
| 미겔 앙헬루소      | 2024 ~    |

## 기타
- 교황 프란치스코는 산 로렌소의 열렬한 서포터이며 2008년에는 클럽의 정식 회원으로 등록하기도 했다.[1]